# Chelonistele
Genre
Classification phylogénétique
Chelonistele est un genre de la famille des Orchidaceae.

## Répartition
Asie du Sud-Est, Himalaya, Malaisie, Bornéo et Java.

## Liste partielle d'espèces
1. Chelonistele amplissima (Ames & C.Schweinf.) Carr, Gard. Bull. Straits Settlem. 8: 218 (1935).
2. Chelonistele brevilamellata (J.J.Sm.) Carr, Gard. Bull. Straits Settlem. 8: 217 (1935).
3. Chelonistele dentifera de Vogel, Blumea 30: 203 (1984).
4. Chelonistele ingloria (J.J.Sm.) Carr, Gard. Bull. Straits Settlem. 8: 217 (1935).
5. Chelonistele kinabaluensis (Rolfe) de Vogel, Blumea 30: 203 (1984).
6. Chelonistele laetitia-reginae de Vogel, Blumea 41: 23 (1996).
7. Chelonistele lamellulifera Carr, Gard. Bull. Straits Settlem. 8: 78 (1935).
8. Chelonistele lurida Pfitzer in H.G.A.Engler (ed.), Pflanzenr., IV, 50 II B 7: 138 (1907).
9. Chelonistele ramentacea J.J.Wood, Kew Bull. 39: 80 (1984).
10. Chelonistele richardsii Carr, Gard. Bull. Straits Settlem. 8: 79 (1935).
11. Chelonistele sulphurea (Blume) Pfitzer in H.G.A.Engler (ed.), Pflanzenr., IV, 50 II B 7: 137 (1907).
12. Chelonistele unguiculata Carr, Gard. Bull. Straits Settlem. 8: 77 (1935).